# عزلة بني الطربي (حجة)

تعديل مصدري - تعديل

عزلة بني الطربى هي إحدى عزل مديرية كحلان عفار في محافظة حجة اليمنية ويبلغ تعداد سكانها 3683 نسمة حسب التعداد السكاني في اليمن لعام 2004.